# Guy H. Pierce
Guy Hollis Pierce (Auburn, 6 de novembro de 1934 — Nova York, 18 de março de 2014) foi membro do Corpo Governante das Testemunhas de Jeová.

## Biografia
Guy Hollis Pierce foi batizado como Testemunha de Jeová em 14 de agosto de 1955, aos 20 anos. Em 30 de maio de 1977, ele se casou com Penelope (Penny) Wong, e juntos criaram filhos. Guy e Penny Pierce se tornaram instrutores da Bíblia por tempo integral (ou, pioneiros regulares). Mais tarde, ele serviu como ministro viajante das Testemunhas de Jeová, visitando e encorajando ao redor do mundo outros instrutores da Bíblia por tempo integral e membros locais nas congregações dos Estados Unidos.
Em 1997 Pierce e a esposa foram convidados para o Betel de Brooklyn, onde ele desempenhou funções de ajudante da Comissão do Pessoal.
Em 2 de Outubro de 1999 foi nomeado para o Corpo Governante, servindo várias comissões que supervisionam as atividades e a obra internacional de educação bíblica das Testemunhas de Jeová.
Guy Pierce foi o presidente da 129a reunião anual da Sociedade Torre de Vigia de Bíblias e Tratados da Pensilvânia, realizada em 5 e 6 de outubro de 2013. Mais de 1 milhão de pessoas em 31 países assistiram à reunião pessoalmente ou via webcast.
De acordo com o site jw.org, essa foi a maior assistência registrada em uma reunião das Testemunhas de Jeová até o momento.

## Morte
Guy Pierce morreu na manhã de 18 de março de 2014 aos 79 anos por conta de um acidente vascular cerebral grave.
Além da esposa, Penny, Guy Pierce deixou seis filhos, vários netos e bisnetos. Ele também será lembrado com carinho pelas Testemunhas de Jeová do mundo inteiro, a quem ele considerava como sua família.
Em uma declaração, os outros membros do Corpo Governante comentaram a respeito de “sua forte fé e seu total apego às leis e princípios de Jeová” e acrescentaram: 

 "Lembrar sua atitude corajosa e fiel em sua vida na Terra continuará a nos fortalecer por muitos anos" 